# Baby, I Love You
Baby, I Love You è un brano musicale scritto da Phil Spector, Jeff Barry e Ellie Greenwich e registrato originariamente dal gruppo femminile statunitense The Ronettes, che lo ha pubblicato come singolo nel 1963, estratto dall'album Presenting the Fabulous Ronettes.

## Tracce
- 7"

1. Baby, I Love You
2. Miss Joan and Mr. Sam

## Formazione
- Ronnie Bennett - voce
- Cher - cori
- The Blossoms (Darlene Love, Fanita James, Gracia Nitzsche) - cori
- The Wrecking Crew - strumenti

## Altre versioni
- Nel 1969 il cantante canadese Andy Kim ne ha inciso una versione, estratta come singolo dall'album omonimo.
- Il gruppo punk rock statunitense dei Ramones ha realizzato una cover nel 1980, diffusa come singolo estratto dall'album End of the Century.
- Terry Reid ha inciso il brano per l'album Rogue Waves, uscito nel 1979.